# Fundació José Ortega y Gasset
La Fundació José Ortega y Gasset-Gregorio Marañón, amb seu a Madrid, és una institució privada espanyola especialitzada en Ciències Socials i Humanitats. Dedica els seus esforços a difondre la cultura, l'educació i la recerca.

## Història
Va ser creada en 1978 per Soledad Ortega Spottorno, filla del filòsof José Ortega y Gasset.
La institució ha anat creixent i s'ha estès per Amèrica Llatina. A més de la seu madrilenya té unes altres a Toledo (Espanya), Argentina, Colòmbia, Mèxic i Perú; després de trenta anys s'ha convertit en un dels majors think tanks espanyols.
Les activitats que realitza o en les quals participa són d'allò més variat: recerca, formació de postgrau, espanyol per a estrangers, conferències, seminaris, congressos, exposicions. També realitza una important tasca editorial, sent el seu vaixell almirall Revista de Occidente, igualment destaca la seva revista electrònica Circunstancia.
La seu principal de la Fundació es troba al número 53 del carrer Fortuny de Madrid, al districte de Chamberí. L'edifici, antiga Residència de Senyoretes de la Junta per a l'Ampliació d'Estudis, consta de dos pavellons. L'interior data de principis de segle. L'altre, que ocupa l'escaira nord-oest de la poma, va ser projectat per l'arquitecte Carlos Arniches Moltó i construït de 1932 a 1933.
El 9 de juliol de 2010 la Fundació José Ortega y Gasset i la Fundació Gregorio Marañón es van fusionar creant una única entitat: la Fundació José Ortega y Gasset-Gregorio Marañón, també coneguda com a Fundació Ortega-Marañón. El seu actual president és José Varela Ortega, net de José Ortega y Gasset; el seu vicepresident és Gregorio Marañón y Bertrán de Lis. Des de maig de 2014 el seu director general és Javier Tusell García.

## Institut Universitari de Recerca Ortega y Gasset
L'Institut Universitari de Recerca Ortega y Gasset (IUIOG) és un centre de formació de postgrau i recerca en Ciències Socials i Humanitats.
En la seva oferta formativa es troben Doctorats, Programes oficials de postgrau, Cursos de Postgrau, Programes de postgrau a Amèrica Llatina i Masters. Alguns dels seus màsters han estat reconeguts pel periòdic El Mundo, en el seu especial 250 màsters publicat al juny de 2009, entre els cinc millors postgraus en ciència política que poden cursar-se a Espanya.
L'Institut, per a la seva difusió a Amèrica Llatina, manté acords de col·laboració amb entitats a Argentina i Mèxic
El seu director acadèmic, des de juliol de 2011, és Fernando Vallespín Oña, catedràtic de Ciència Política de la Universitat Autònoma de Madrid.